# ムシガレイ
ムシガレイ（虫鰈, Eopsetta grigorjewi, 英: shotted halibut, roundnose flounder, 仏: plie japonaise）は、カレイ目カレイ科カレイ亜科ムシガレイ属の硬骨魚。日本国内では日本海・東シナ海・噴火湾以南の太平洋に分布。このほかに黄海・渤海にも生息。

## 形態
オスは体長30センチ、メスは40センチ。口は大きく、歯は鋭い。
有眼側の表面は淡い暗褐色で、大小の淡褐色の丸い斑紋が散在する。それらの内部は色が薄くなるが、さらに小さな褐色の斑点がある。特に、側線を挟んで3対の大きな斑紋があるのが特徴である。なお、これらの斑紋のあり方が虫食い模様のようだから虫鰈と呼ぶ。
背鰭81から94軟条。臀鰭61から78軟条。胸鰭10から14軟条。腹鰭6軟条。側線鱗86から92枚。

## 生態
若魚は50メートル前後、成魚は200メートル以浅の砂泥底に生息。エビ・アミ・カニを餌とする。
産卵期は1月から6月。産卵期には70から80メートルの浅場に群集するため、三陸では初夏に釣りの対象となる。

## 人との関わり
食用。底引き網・底刺し網・底はえ縄で漁獲する。漁獲量は日本海側で多い。
肉には水分が多く、地方によってはミズガレイと呼ぶが、干物は美味。大きなものは煮付け・刺身にもする。旬は冬。から揚げやムニエルとしても利用される。